# 박노수 가옥
박노수 가옥(朴魯壽 家屋)은 친일파 윤덕영이 그의 딸을 위하여 1938년에 건립한 이층집이다. 1991년 5월 28일 서울특별시의 문화재자료 제1호로 지정되었다.
조선 후기 문신 윤덕영(1873∼1940)이 그의 딸을 위해 세운 집이다. 윤덕영은 친일파의 한 사람으로 이완용과 함께 한일합방 조인에 적극적으로 활동하였으며 의정부찬정 등 여러 관직을 두루 거쳤다.
1938년대에 지은 이 집은 2층 벽돌집이다. 1층은 온돌방과 마루로 구성되어 있고 2층은 마루방 구조로 되어 있다. 한옥과 양옥의 건축기법 외에 중국식 수법이 섞여 있고 안쪽에 벽난로를 3개나 설치하는 등 호사스럽게 꾸며 놓았다.

## 개요
집터 뒤는 '송석원'이라는 추사 김정희가 쓴 암각 글씨가 있었던 유서 깊은 곳이다. 집은 당시 중국 기술자들이 참여하였고, 한옥과 중국, 그리고 양옥의 수법들이 섞인 절충식이다. 반지하층이 있는 2층 가옥인데, 1층은 벽돌조이고, 2층은 목조이며, 지붕은 서까래가 노출된 처마가 나온 박공지붕을 하였다. 건물은 남향을 하였으며, 건물 서쪽에 포치가 설치되었는데, 포치의 서쪽과 북쪽 벽은 벽돌로 아치를 틀어 뚫어 놓았다. 1층은 온돌ㆍ마루ㆍ응접실 등을 두어 프랑스풍이 나게 꾸몄고, 2층은 마루방 구조로 만들었으며, 주택 내에는 벽난로가 3개 설치되어 있다. 2층에는 원래 베란다가 있었으나 30여 년 전에 방으로 바뀌었다.
1973년 화가 박노수가 이 가옥을 인수하여 거주하였고, 박노수가 사망하기 전인 2011년에 종로구에 자신의 작품, 고미술품, 고가구와 함께 기증하여, 보수를 거친 후 종로구립 박노수미술관으로 개관하였다.

## 갤러리

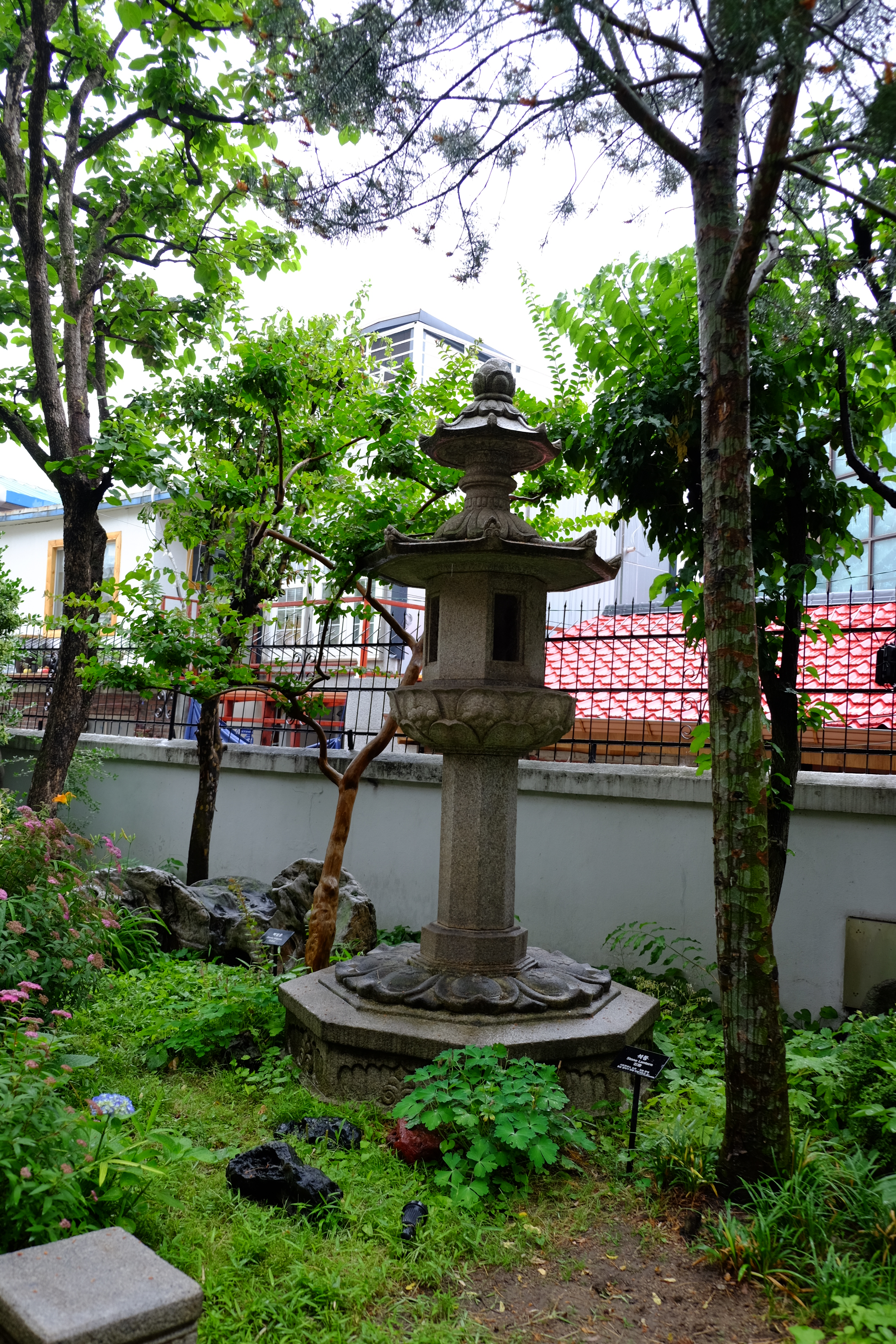
박노수미술관 정원 안 석등

## 같이 보기
- 윤덕영
- 박노수

## 참고 자료
- 박노수가옥 - 국가유산청 국가유산포털
- 본 문서에는 서울특별시에서 지식공유 프로젝트를 통해 퍼블릭 도메인으로 공개한 저작물을 기초로 작성된 내용이 포함되어 있습니다.